# Waleri Pawlowitsch Maslow
Waleri Pawlowitsch Maslow (russisch Валерий Павлович Маслов; * 28. April 1940 in Ust-Bolscherezk, Region Chabarowsk, heute Region Kamtschatka; † 27. Juli 2017 in Moskau) war ein sowjetisch-russischer Fußball- und Bandyspieler.

## Werdegang
Maslow, der für die Sowjetunion acht Länderspiele (Debüt am 20. Mai 1964 gegen Uruguay) bestritt und dabei zwei Tore schoss, wurde 1963 mit Dynamo Moskau Sowjetischer Fußballmeister und 1967 und 1970 Pokalsieger. 1968 spielte er bei der Qualifikation zur Fußball-Europameisterschaft, bei dem Turnier selbst gehörte Maslow aber nicht zum Kader. 1975 beendete er seine Fußballkarriere, arbeitete aber seitdem weiterhin bei Fußballvereinen unter anderem als Trainer-Assistent.
Bandy spielte er noch bis 1979. Nachdem er 1960 und 1961 bei Trud Kaliningrad gespielt hatte, wechselte er 1961 zu Dynamo Moskau, wo er auch dann Fußball spielte. Dem Verein blieb er bis 1979 treu und wurde in dieser Zeit zehnmal sowjetischer Bandy-Meister. Zudem gewann er mit der sowjetischen Nationalmannschaft acht Weltmeistertitel (1961, 1963, 1965, 1967, 1971, 1973, 1975, 1977). In der Sowjetunion wurde Maslow 1970 und 1973 Torschützenkönig.
Nach seiner Bandy-Karriere trainierte er die Mannschaften der Klubs Junost Omsk, Stroitel Syktywkar, Agrochim Beresniki, Dynamo Moskau und die U-21-Nationalmannschaft Russlands (1993 bis 1996), mit der er 1994 Weltmeister wurde.
Maslow starb am 27. Juli 2017 in Moskau und wurde auf dem Friedhof Trojekurowo beigesetzt.